# Jemenitiska socialistiska partiet
Jemenitiska socialistiska partiet (arabiska: الحزب الاشتراكي اليمني) (YSP) grundades år 1978 i Demokratiska folkrepubliken Jemen och var fram till 1990 det enda tillåtna partiet i landet.

## Historia
Jemenitiska socialistiska partiet grundades år 1978 ur Nationella befrielsefronten, en marxistisk gerillarörelse som hade tagit makten i Sydjemen år 1967. Bildandet var slutfasen av en gradvis sammanslagning av åtskilliga jemenitiska vänsterpartier, nationalistpartier och revolutionära grupper till en enda organisation.
I det sydjemenitiska parlamentsvalet år 1978 vann det nybildade partiet, som var det enda att ställa upp, 100% av rösterna och samtliga 111 mandat i Högsta folkrådet, Sydjemens parlament. Socialistiska partiets generalsekreterare Abd al-Fattah Ismail valdes till ordförande för Högsta folkrådets presidium, Sydjemens statschef.
Efter Jemens enande år 1990 delades makten mellan de sydjemenitiska socialisterna och det styrande partiet i Nordjemen, Allmänna folkkongressen under president Ali Abdullah Saleh, men förhållandet mellan de två parterna var spänt. I parlamentsvalet 1993 vann Socialistiska partiet endast 56 mandat men gick med på att samarbeta med Salehs parti och den konservativa rörelsen Al-Islah. Samarbetet bröt dock snart samman och utmynnade i inbördeskriget 1994 varefter partiet helt marginaliserades. Dess egendom beslagtogs och medlemmar förföljdes på order av president Saleh.
I det senaste parlamentsvalet, år 2003, vann man endast 8 av 301 mandat. Partiet har sedan 1994 varit i oppositionsställning och förespråkade öppet president Salehs avgång under de folkliga protesterna i Jemen år 2011.

## Politisk plattform
Sedan kalla krigets slut och Sovjetunionens upplösning har Socialistiska partiets politik skiftat från marxism-leninism till att idag helt bygga på demokratisk socialism. Man inkluderar även till viss grad panarabisk nationalism i sin plattform. 
Sedan 2002 deltar partiet i Gemensamma sammanträdespartierna (engelska: Joint Meeting Parties), en koalition bestående av de större oppositionspartierna med allt ifrån religiöst konservativa till nasseristiska och vänsternationalistiska partier. På grund av den ideologiskt brokiga skaran medlemsgrupper har man inte kunnat producera en enhetlig och gemensam agenda förutom sitt motstånd mot Ali Abdullah Saleh.